# Epinephelus cyanopodus
Epinephelus cyanopodus е вид бодлоперка от семейство Serranidae. Видът не е застрашен от изчезване.

## Разпространение и местообитание
Разпространен е в Австралия, Бруней, Вануату, Виетнам, Индонезия, Кирибати, Китай, Малайзия, Маршалови острови, Микронезия, Науру, Нова Каледония, Остров Норфолк, Палау, Папуа Нова Гвинея, Провинции в КНР, Сингапур, Соломонови острови, Тайван, Тайланд, Тонга, Тувалу, Фиджи, Филипини, Хонконг и Япония.
Обитава пясъчните дъна на океани, морета, заливи, лагуни и рифове. Среща се на дълбочина от 2 до 150 m, при температура на водата от 21 до 28,1 °C и соленост 34,3 – 35,6 ‰.

## Описание
На дължина достигат до 1,2 m, а теглото им е максимум 17,3 kg.